# رودولفو مادريد
رودولفو مادريد (بالإسبانية: Rodolfo Madrid)‏ (14 مايو 1980 في تشيلي - ) هو لاعب كرة قدم تشيلي في مركز الوسط. لعب مع كولو-كولو ونادي بالستينو ويونيون إسبانيولا وهواتشيباتو وديبورتيس أنتوفاغاستا وDeportes Temuco ‏ وColo-Colo B ‏.

## وصلات خارجية
- رودولفو مادريد على موقع قاعدة بيانات كرة القدم.إي يو (الإنجليزية)
- رودولفو مادريد على موقع Soccerway.com (الإنجليزية)